# 东四头条
东四头条是位于中国北京市东城区中部的一条东西走向的胡同，东起东四北大街，西端无法通行。

## 历史
东四头条在明朝属思诚坊，清朝为正白旗属地，现属东四街道。初名头条胡同，1949年后改称东四头条，文化大革命中改称红日路头条，后恢复原名。1969年因建设中华人民共和国外交部办公大楼，胡同分割为东西互不通行的两部分，东半部分划归朝阳门内大街。

## 名人故居
- 东四头条1号为原中国社会科学院宿舍
- 东四头条5号为作家茅盾故居，1974年后搬离
- 东四头条19号为相声演员侯宝林故居，1980年代至1990年代居住[2]